# Mala Pobîvanka, Hadeaci
Mala Pobîvanka (în ucraineană Мала Побиванка) este localitatea de reședință a comunei Mala Pobîvanka din raionul Hadeaci, regiunea Poltava, Ucraina.

## Demografie
Componența lingvistică a localității Mala Pobîvanka
     Ucraineană (97,54%)
     Rusă (1,64%)
Conform recensământului din 2001, majoritatea populației localității Mala Pobîvanka era vorbitoare de ucraineană (97,54%), existând în minoritate și vorbitori de rusă (1,64%).